# Félix Dafauce
Félix Dafauce Tarancón (Madrid, 13 de noviembre de 1896 - Castellón, 4 de octubre de 1990) fue un actor español.

## Biografía
Actor de muy temprana vocación se sube por primera vez a un escenario cuando tan sólo contaba con diez años de edad en la obra Militares y paisanos. En años sucesivos continuara una carrera teatral estable, integrándose en las compañías de Margarita Xirgu, Irene López Heredia y María Fernanda Ladrón de Guevara. Algunos de los montajes en los que interviene incluyen Don Juan Tenorio (1937), como Don Juan, Curva peligrosa (1950), de J.B. Priestley, Los años del Bachillerato (1960), de José André Lecour, La sirena varada (1965), de Alejandro Casona, Así es (si así os parece) (1967), de Pirandello, Los bajos fondos (1968), de Máximo Gorki, Romance de lobos (1970), de Valle-Inclán, Retorno al hogar (1970), de Harold Pinter, El círculo de tiza caucasiano (1971), de Bertolt Brecht, Flor de Santidad (1973), de Adolfo Marsillach, La señorita de Trevélez (1979), de Carlos Arniches o Tres sombreros de copa (1983), de Miguel Mihura.
Debuta en el cine en 1925 con Nobleza baturra, de Juan Vilá Vilamala.  No volvería a ponerse ante una cámara hasta 1941 con la comedia Un marido barato. Seguidamente retoma su carrera teatral en esta ocasión con la compañía de Conchita Montes.
Inicia la década de los cincuenta con una etapa de intensa actividad cinematográfica que se prolonga hasta mediados de los sesenta y en la que rueda más de cien títulos, entre ellos, Balarrasa (1951) y Surcos (1951), ambas de José Antonio Nieves Conde o Las autonosuyas (1983), de Rafael Gil. 
Avanzada la década de los sesenta privilegia de nuevo su carrera teatral así como sus apariciones televisivas en espacios de TVE como Primera fila, Estudio 1, Novela, Historias para no dormir y Hora once.
Mantuvo su actividad artística hasta poco tiempo antes de su fallecimiento.

## Premios
Medallas del Círculo de Escritores Cinematográficos
| Año  | Categoría              | Película | Resultado |
| ---- | ---------------------- | -------- | --------- |
| 1951 | Mejor actor secundario | Surcos   | Ganador   |

- Premio del Sindicato Nacional del Espectáculo (1978) por El hombre que supo amar.

## Filmografía (selección)
- Nobleza baturra (1925).
- Un marido barato (1941).
- Cuando los ángeles duermen (1947)
- Balarrasa (1951).
- Surcos (1951).
- Lola la Piconera (1951).
- El diablo toca la flauta (1953).
- Vuelo 971 (1953).
- Cabaret (1953).
- La guerra de Dios (1953).
- Rebeldía (1954).
- Todo es posible en Granada (1954).
- Un día perdido (1954).
- Los peces rojos (1955).
- El guardián del paraíso (1955).
- El andén (1957).
- Héroes de aire  (1958).
- ¿Dónde vas, Alfonso XII? (1958).
- Llegaron dos hombres (1959).
- Pasos de angustia (1959).
- Venta de Vargas (1959).
- La quiniela (1960).
- Plácido (1961).
- Fray Escoba (1961).
- Teresa de Jesús (1961)
- Gritos en la noche (1962).
- Perro golfo (1963).
- 55 días en Pekín (1963).
- Tengo 17 años (1964).
- El taxi de los conflictos (1967
- Operación cabaretera (1967).
- Amor en el aire (1967).
- La tonta del bote (1970).
- Don Erre que erre (1970).
- Secuestro a la española (1972).
- Un hombre llamado Flor de Otoño (1978).
- El hombre que supo amar (1978).
- Todo es posible en Granada (1982).
- De camisa vieja a chaqueta nueva (Rafael Gil, 1982).
- Las autonosuyas (1983).
- Extramuros (1985).
- Tata mía (1986).
- Moros y cristianos (1987).